# WordPerfect
WordPerfect fou un processador de textos propietari. En el punt més àlgid de la seva popularitat (finals dels anys 80 i principis dels 90) era el processador de facto estàndard; tot i que les versions per MS-DOS i Microsoft Windows són més conegudes, també es va desenvolupar en un ampli ventall de sistemes operatius com, Windows, OS/2, Linux, MacOS, Apple IIe, Unix, VMS, Data General, System/370, AmigaOS, Atari ST i NeXTSTEP.

## Versió MS-DOS
Originàriament produït per Bruce Bastian i Dr. Alan Ashton, qui fundà Satellite Software International Inc. de Orem, Utah, que posteriorment canviarà el nom a WordPerfect Corporation. Les primeres versions es van crear per als sistemes Data General l'any 1982, els programadors el van portar-lo per a l'IBM PC en la versió 2.20, seguint la numeració que ja existia en els sistemes Data General.
Però la seva popularitat va créixer a partir de la versió 4.2 l'any 1986, amb numeració automàtica de paràgrafs, i la creació de notes de peu de pàgines. Aquesta versió va sobrepassar en vendes al que fins llavors era el líder, WordStar, principalment en la categoria de processadors en sistemes DOS.

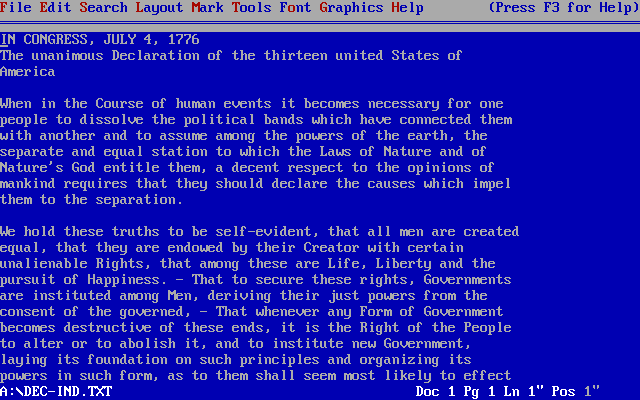
WordPerfect 5.1 per a DOS.

Tot i així, la versió que tingué més èxit fou la versió 5.1, presentada l'any 1989, per a DOS; va ser la primera a incloure menús a l'estil Macintosh, desplegables, que substituïen als tradicionals F-número, així com suport per fer taules. La tecnologia WYSIWYG el feu molt popular, present amb el WordPerfect 6.0: tal com ho veus és tal com quedarà imprès. A part, posseïa un ampli ventall de fonts i suportava moltes impressores.

### Punts clau
Algunes de les característiques que diferenciaven WordPerfect dels altres processadors de textos, com arquitectura "streaming code", Reveal Codes i el PerfectScript.
- Streaming code: Els documents es creaven com si s'estiguessin escrivint pàgines en format HTML.
- Estils i llibreria d'estil: A partir de la versió 5.0, les llibreries d'estil permetien una major flexibilitat i potència en la formatació de textos; aquests poden ser accessats a través de "Opening Style".
- Reveal Codes: Una segona pantalla d'edició pot ser oberta o ocultada de la pantalla principal. Aquesta visualitza el text amb els objectes que s'intercalen en aquests; és molt útil en casos en què es mesclen diferents estils d'edició en un text, i permet corregir-ho fàcilment. Una característica que molts processadors intenten afegir-la, amb resultats poc satisfactoris. Amb les tecles "Alt+F3" permet accedir en la versió MS-DOS.
- Macro languages: WordPerfect era força bó per les macros, funcionalitat que es va veure reforçada a la versió 5.0 amb les "Ctrl-keystone" macros. Aquestes permetien registrar una seqüència de tecles que podien ser desades, editades i executades. A partir de la versió 6.0 (tant DOS com Windows) una nova versió d'aquestes van servir de base pel llenguatge PerfectScript.
- Function keys: Igual que el seu competidor, MultiMate, podia usar diferents combinacions de tecles, amb les Ctrl, Alt i Shift, un avantatge sobre el WordStar que només usava la tecla Ctrl
- Controladors d'impressora: La versió per MS-DOS incloïa un ampli suport en impressores, i també tenia un editor de controladors d'impressores, anomenat PTR, que tenia característiques com un flexible llenguatge de macros que permetia modificar i crear nous controladors.
- WordPerfect Library/Office: WordPerfect Library (presentada el 1986; posteriorment rebrà el nom de WordPerfect Office) fou un paquet de programes i utilitats per usar WordPerfect, pensat en oficines que usaven el Novell NetWare.
- WordPerfect shell: La WordPerfect Library/Office incloïa aquest programa. Es tractava d'un shell que permetia l'obertura ràpid d'aplicacions (MS-DOS era monotasca), així com el canvi ràpid entre programes prèviament oberts.

## Versió Windows
La versió per al sistema de Microsoft va sortir una mica tard. La primera va ser la WordPerfect 5.2, el novembre del 1992 (encara que un any abans va haver-hi una versió 5.1); d'ençà ja existia el Microsoft Word per Windows versió 2.0 (ja feia un any i ja havia rebut la seva tercera revisió: 2.0c). La interfície basada en les tecles de funció no era gaire adequada per a l'ús amb ratolí, i els menús desplegables on les combinacions de tecles eren incompatibles amb les del sistema Windows (per exemple, ALT+F4 és per sortir d'un programa, i en WordPerfect era Block Text).
Internament, WordPerfect seguia usant els jocs de caràcter interns; això provocava que WordPerfect per a Windows fos incapaç de suportar alguns idiomes (com el xinès) cosa que Windows sí que suportava de forma nativa.
El processador de textos va formar part d'una suite ofimàtica quan la companyia va signar un acord amb Borland l'any 1993. La Borland Office inclou les versions Windows del WordPerfect, Quattro Pro, Borland Paradox i un paquet de gestió LAN anomenat WordPerfect Office (res a veure amb la suite de Corel), basada amb la llibreria per DOS del WordPerfect. Aquest paquet es va vendre 2 cops, un amb Novell el Juny de 1994, qui el va vendre a Corel el Gener del 1996; això no obstant, Novell va quedar-se amb la WordPerfect Office, incorporant-la al seu producte GroupWise.
La nova versió del WordPerfect, WordPerfect 7, va ser creada per ser usada en Windows 95 i presentava força millores respecte de la versió de 16 bit del WordPerfect 6.1, va ser presentada el Maig de 1996, 9 mesos després de la presentació del Microsoft Office 95 (que inclou el Word 95. La versió 7 presentava força problemes d'estabilitat i no havia obtingut el segell "Designed for Windows 95". A sobre, era incompatible amb el Windows NT (fet que es va resoldre amb el Service Pack 2 de 1997), 6 mesos després de la presentació del Windows NT 4.0 i 1 any i mig de l'Office 95 (que suportava Windows NT) i a poc temps de la presentació de l'Office 97.
Malgrat WordPerfect va aconseguir retenir part de les vendes dels seu producte, Microsoft va anar guanyant terreny en els ordinadors nous: donava descomptes a OEM's que incloïen Word en els seus ordinadors, amb el qual, els usuaris finals van començar a usar-lo; en el terreny acadèmic i empresarial, WordPerfect va seguir usant-se. de fet, Corel va subministrar-lo al departament de justícia dels Estats Units l'any 2005  o la Comissió Reguladora Nuclear (EUA), la Comissió Internacional de Comerç (EUA) i l'autoritat de trànsit de la zona metropolitana de Washington EUA elegeixen la WordPerfect Office X3 .

## Versió Linux
L'any 1995 WordPerfect 6.0 va oferir-se per Linux com a part del paquet Caldera. A finals del 1997 es va oferir una nova versió, però s'havia d'adquirir per activar-la. Amb l'esperança d'entrar al segment Linux, Corel va crear la seva pròpia distribució.
L'acolliment de WordPerfect per Linux va ser divers; per alguns els va semblar bé tenint en compte el currículum que tenia, per altres en canvi consideraven que ja estava massa saturada la categoria, i és que en un mercat dominat pel software gratuït, com l'OpenOffice.org, no el feien massa viable. La versió 9 (que no era nativa de Linux com les versions 6 i 8) va ser durament criticada per estabilitat i prestacions.
Finalment Corel va vendre la seva distribució a Xandros. A l'abril del 2004 Corel va presentar la WordPerfect 8.1 amb algunes actualitzacions per sondejar el mercat. L'any següent, ja no estava disponible per adquirir-lo.

## Versió Macintosh
A diferència de les altres versions, les versions Mac tenien un sistema de numeració propi. La primera versió era molt semblant a la versió MS-DOS, amb el qual no va tenir èxit. La següent versió va tractar-se de fer-se més semblant a les línies de l'Apple UI. La versió 3 es va fer pensava en versions del System 7.0-7.5, encara que podia funcionar bé en màquines més lentes. La versió 3.5 va ser presentada el 1996, i posteriorment, la 3.5e. Ja no va exitir una nova versió; l'any 2004 Corel ja va anunciar que no tenia plans de presentar un WordPerfect per Macintosh.
Durant anys Corel va permetre als usuaris Mac a descarregar-se la versió 3.5e de franc a través del seu web; actualment segueix oferint-se.

## Taula
En aquesta apareixen les diferents versions que han existit de WordPerfect per cada sistema operatiu:
| Any  | Data General | DOS  | Apple II     | Amiga | VAX/VMS      | Macintosh   | NeXT  | Windows           | Unix | Linux | Java                 |
| ---- | ------------ | ---- | ------------ | ----- | ------------ | ----------- | ----- | ----------------- | ---- | ----- | -------------------- |
| 1980 | 1.0          |      |              |       |              |             |       |                   |      |       |                      |
| 1981 |              |      |              |       |              |             |       |                   |      |       |                      |
| 1982 | 2.0          | 2.2  |              |       |              |             |       |                   |      |       |                      |
| 1983 |              | 3.0  |              |       |              |             |       |                   |      |       |                      |
| 1984 |              | 4.0  |              |       |              |             |       |                   |      |       |                      |
| 1985 |              | 4.1  | 1.0          |       |              |             |       |                   |      |       |                      |
| 1986 |              | 4.2  | 1.1 / 2.0    |       |              |             |       |                   |      |       |                      |
| 1987 |              |      |              | 4.1   | 4.1          |             |       |                   |      |       |                      |
| 1988 | 4.2          | 5.0  |              |       | 4.2, Office* | 1.0 - 1.0.7 |       |                   | 4.2  |       |                      |
| 1989 | ?*           | 5.1  | 2.1e (final) |       | 5.0          |             |       |                   |      |       |                      |
| 1990 |              |      |              |       |              | 2.0         |       |                   |      |       |                      |
| 1991 |              |      |              |       |              |             | 1.0.1 | 5.1               |      |       |                      |
| 1992 |              |      |              |       |              | 2.1         |       | 5.2               | 5.1  |       |                      |
| 1993 |              | 6.0  |              |       |              | 3.0         |       | 6.0               |      |       |                      |
| 1994 |              | 5.1+ |              |       |              | 3.1         |       | 5.2+, 6.1         | 6.0  |       |                      |
| 1995 |              | 6.1  |              |       |              | 3.5         |       |                   |      |       |                      |
| 1996 |              |      |              |       |              |             |       | 7.0 (32-bit)      |      | 6.0   |                      |
| 1997 |              | 6.2  |              |       |              | 3.5e        |       | 8.0, 7.0 (16-bit) |      |       | WordPerfect for Java |
| 1998 |              |      |              |       |              |             |       |                   |      | 7.0   |                      |
| 1999 |              |      |              |       |              |             |       | 9.0 *             |      | 8.1   |                      |
| 2000 |              |      |              |       |              |             |       |                   |      | 9.0   |                      |
| 2001 |              |      |              |       |              |             |       | 10.0 *            |      |       |                      |
| 2003 |              |      |              |       |              |             |       | 11.0 *            |      |       |                      |
| 2004 |              |      |              |       |              |             |       | 12.0 *            |      |       |                      |
| 2006 |              |      |              |       |              |             |       | X3 *              |      |       |                      |

(* - Part de la WordPerfect Office)
Versions conegudes per VAX/VMS include 5.1, 5.3  Arxivat 2003-03-17 a Wayback Machine. i 7.1  Arxivat 2003-03-17 a Wayback Machine..
Versions conegudes per SUN inclou 6.0, requerint SunOS o Solaris 2 (es desconeix la data de presentació).
Versions conegudes per IBM System/370 inclou 4.2, presentada el 1988.
Versions conegudes per OS/2 inclou 5.0, presentada el 1989.
Versions conegudes per DEC Rainbow 100 inclou la versió (?), presentada el Novembre 1983.
Finalment, versions de WordPerfect han estat disponibles per Apricot, Atari ST, DEC Rainbow, Tandy 2000, TI Professional, Victor 9000, and Zenith Z-100 systems, i també sobre unes 30 versions d'unix, incloent-hi AT&T, NCR, SCO Xenix, Microport Unix, DEC Ultrix, 
Pyramid Tech Unix, Tru64, AIX, Motorola 8000, i HP9000 i SUN 3.